# Zagan (demon)
Zagan, u demonologiji, šezdeset i prvi duh Goecije koji ima zapovjedništvo nad trideset i tri legije. U paklu ima titulu jednog od kraljeva. Ima lik bika s grifonskim krilima, ali može uzimati i ljudsko obličje. Daje ljudima mudrost, vino pretvara u vodu, krv u vino, i nazad vodu u vino. Od metala može napraviti novčiće, s tim da ne mijenja prirodu metala.